# Хуачука
Хуачука (на английски: Huachuca City) е град в окръг Коучис, щата Аризона, САЩ. Хуачука е с население от 1964 жители (2007) и обща площ от 7,3 km². Намира се на 1341 m надморска височина. ЗИП кодът му е 85616, а телефонният му код е 520.